# 如果 (珍娜傑克森歌曲)
《如果》（英語：If）是美國黑人女歌手珍娜·傑克森在1993年7月發行的單曲，這首單曲獲得告示牌單曲榜第4名以及舞曲榜兩週冠軍。

## 資料

### 單曲簡介
〈如果〉是珍娜·傑克森第五張錄音室專輯《珍娜》（英語：janet.）所發行的第二首單曲，這首歌曲的詞曲由珍娜·傑克森和吉米·吉姆與特里·李維斯等製作夥伴共同完成。〈如果〉是一首節拍強勁節奏緊湊的流行舞曲，但它的內容卻是限制級的歌詞，大膽直接的描述對性的渴望及需求。

### 商業成績
〈如果〉是專輯《珍娜》所發行的第二首單曲，首支單曲〈愛就是這樣〉成功的在告示牌單曲榜拿下八週冠軍，第二首單曲在尚未推出前就備受歌迷期待。〈如果〉在1993年7月24日進入單曲榜，首週成績為第57名，單曲在進榜後挾帶著音樂影片強力放送宣傳下，9月11日來到第4名，在蟬連兩週後名次始往下降，這首單曲在榜內共待了27週，全美銷售數字突破50萬張成為金唱片，在1993年告示牌年終百大單曲榜中名列第19名。〈如果〉在舞曲榜獲得兩週冠軍，成為珍娜·傑克森第九首冠軍舞曲。
〈如果〉在英國單曲榜最高成績為第14名。

### 獎項評價紀錄
〈如果〉拿下告示牌單曲榜第4名，成為繼1986年的〈看你做的好事〉和1990年的〈我心所願〉後，珍娜·傑克森第三次獲得第4名的歌曲。〈如果〉在單曲榜內待了27週，一度成為珍娜·傑克森在榜內停留最久的歌曲，不過此紀錄只維持不到5年，1998年即被〈再度重逢〉的46週超越。